# Bøverbru
Bøverbru är en tätort i Vestre Totens kommun i Innlandet fylke i sydöstra Norge. Orten ligger där fylkesväg 246 möter fylkesväg 2370, sydöst om staden Raufoss.